# Hymn Finlandii
Maamme (z fiń. „Nasz kraju”) – nieoficjalny (usankcjonowany przez tradycję, ale nie przez prawo) hymn państwowy Finlandii.
Oryginalny tekst hymnu został napisany w języku szwedzkim przez Johana Ludviga Runeberga, uważanego przez Finów za poetę narodowego. Ukazał się drukiem w 1846 roku jako wiersz poprzedzający zbiór trzydziestu pięciu opowiadań o bohaterach z czasów wojny 1808–1809. Uważa się, że powstał on z inspiracji węgierskim hymnem narodowym z 1836 roku.
Popularność wiersza wzrosła, gdy w dwa lata później Paavo Cajander przetłumaczył go na język fiński. Utwór do muzyki Fredrika Paciusa po raz pierwszy wykonano publicznie 13 maja 1848 roku podczas święta w Kumpula (szwedzkie: Gumtäkt) w Helsinkach.
Do tej samej melodii powstał później hymn Estonii.

## Tekst w wersji fińskiej i szwedzkiej i polskie tłumaczenie
| Maamme (wersja fińska) Oi maamme, Suomi, synnyinmaa! Soi sana kultainen! Ei laaksoa, ei kukkulaa, ei vettä rantaa rakkaampaa kuin kotimaa tää pohjoinen. Maa kallis isien. Sun kukoistukses kuorestaan kerrankin puhkeaa; viel' lempemme saa nousemaan sun toivos, riemus loistossaan, ja kerran laulus, synnyinmaa korkeemman kaiun saa. | Nasz kraju (tłum. wersji fińskiej) O kraju nasz, Finlandio, rodzinna ziemio! Brzmij, o słowo szczerozłote! Nie masz ni doliny, ni wzgórza Ni wody, brzegu bardziej umiłowanego Niż ojczyzna ta oto północna, Ojców najdroższy kraj Twemu kwiatu ze swego pączka Kiedyś wystrzelić pisane Wnet miłość nasza wzejść pozwoli Twej nadziei, radości, w ich blasku I kiedyś pieśń Twa, rodzinna ziemio Najwyższym echem zabrzmi. |

| Vårt land (wersja szwedzka) Vårt land, vårt land, vårt fosterland, ljud högt, o dyra ord! Ej lyfts en höjd mot himlens rand, ej sänks en dal, ej sköljs en strand, mer älskad än vår bygd i nord, än våra fäders jord! Din blomning , sluten än i knopp, Skall mogna ur sitt tvång; Se, ur var kärlek skall gå opp Ditt ljus, din glans, din fröjd, ditt hopp. Och högre klinga skall en gång Vår fosterländska sång. | Mój kraju (tłum. wersji szwedzkiej) Mój kraju, mój kraju, nasza ojczyzno! Brzmi pięknie twe cenne imię! Żadne góry, które stykają się z niebios wstęgą, żadne ukryte doliny, żadne falami spłukane plaże nie są tak ukochane jak nasz północny kraj. Naszych przodków ziemio, twój kwiat w pączku długo pozostawał, teraz dojrzały w górę wystrzela. Spójrz! Od naszej miłości bardziej rośnie jego blask, radość, nadzieja, zapał! I jaśniejsze nastaną czasy - tę pieśń niech śpiewa nasz kraj. |